# José Alves Neto

José Alves dos Santos Neto (Itapetininga, 16 de março de 1971) é um treinador brasileiro de basquetebol.

## Carreira
Depois de um promissor começo profissional no Paulistano, onde conseguiu o vice-campeonato Paulista em 2005, José Neto teve passagens apagadas tanto por seleções brasileiras de base (foi nono com a Sub-19 no Mundial da Letônia em 2011) e Palmeiras, até chegar ao Joinville BA, onde fez ótimo trabalho no NBB 4 (campanha de 14-14 com um elenco modesto e indicado a ser o Técnico do Ano). O sucesso no clube catarinense fez com que fosse chamado para assumir o Flamengo em 2012, sendo o responsável pela renovação do elenco e retomada das grandes conquistas do clube carioca.
Em 15 de maio de 2018, José Neto deixa o comando do FlaBasquete após 6 anos no clube tendo vencido 11 títulos.
Depois de uma rápida passagem pelo Japão, foi contratado pela Seleção Feminina do Brasil.
Em setembro de 2020 se tornou treinador do Petro Luanda de Angola ao mesmo tempo se mantendo como treinador da seleção feminina, vai conciliar as duas funções.

## Títulos

### Paulistano
- Copa Brasil: 2003

### Joinville
- Copa Sul-Brasileira: 2011
- Campeonato Catarinense: 2011

### Flamengo
- Copa Intercontinental FIBA: 2014
- FIBA Liga das Américas: 2014
- Campeonato Brasileiro: 2012–13, 2013–14, 2014–15, 2015–16
- Campeonato Carioca: 2012, 2013, 2014, 2015, 2016

### Petro Luanda
- Campeonato Angolano: 2021, 2022, 2023
- Taça de Angola: 2022, 2023
- Supertaça de Angola: 2021, 2022, 2023, 2024

### Seleção Brasileira Feminina
- Medalha de Ouro nos Jogos Pan-Americanos: 2019, 2023[7][8]
- Campeonato Sul-Americano: 2022[9]
- Copa América: 2023[10]

### Prêmios Individuais
- Troféu Ary Vidal – Treinador do Ano: 2016[11]
- Unitel Basket – Treinador do Ano: 2021, 2022, 2023[12][13]
- Liga Africana de Basquetebol – Treinador do Ano: 2022[14][15]
- Troféu Cancha Latina - Melhor Treinador Latino do Mundo: 2022, 2023[16]

### Homenagens
- Eleito o Maior Treinador da História do NBB pela Liga Nacional de Basquete: 2020[17][18][19]